# Wojciech Bartkowiak
Wojciech Aleksander Bartkowiak (ur. 1970) – polski inżynier chemik. Absolwent Politechniki Wrocławskiej. Od 2012  profesor na Wydziale Chemicznym Politechniki Wrocławskiej.